# ناحیه لیف ریور، شهرستان اوگل، ایلینوی
ناحیه لیف ریور (انگلیسی: Leaf River Township) در شهرستان اوگل واقع در ایالت ایلینوی قرار دارد. مطابق با سرشماری سال ۲۰۱۰، جمعیت این ناحیه برابر با ۱٬۱۳۷ نفر بوده و دربرگیرندهٔ ۵۲۰ واحد مسکونی بوده است.

## جغرافیا
مطابق با سرشماری سال ۲۰۱۰، این ناحیه دارای مساحت کل ۹۲٫۶ کیلومتر مربع (۳۵٫۷۵ مایل مربع) بوده است که تمامی آن شامل خشکی می‌شود.